# Кураят
Кураят (араб. ولاية قريات) — невеличке рибальське селище, у 83 км на південний схід від Маскату, Оман, прилегле до міста Сур. Є популярним місцем зупинки на шляху до Суру, саме по собі також є дуже популярним місцем для Маскату.